# Aegopodium kashmiricum
Aegopodium kashmiricum är en växtart i kirskålssläktet och familjen flockblommiga växter. Den beskrevs först av Ralph Randles Stewart och Stephen Troyte Dunn, och fick sitt nu gällande namn av Michail Pimenov 1992.
Arten är en perenn ört som förekommer i Centralasien, från Altaj i norr till Pakistan i söder.